# Susana Harp
Susana Harp   (Oaxaca de Juárez, 8 d'abril de 1968) nom artístic de Susana Harp Iturribarria és una psicòloga, política i cantant mexicana, canta en diverses llengües, principalment en espanyol i zapotec. En el seu estil musical reivindica les seves arrels mexicanes i el dels pobles indígenes mexicans, entre ells el mixteca, mixe, maia i nàhuatl, a més de les músiques regionals de Mèxic, especialment d'Oaxaca. Des de l'1 de setembre de 2018 és Senadora de la República de la LXIV legislatura del Congrés de la Unió en representació de l'estat de Oaxaca, i Presidenta de la Comissió de Cultura del Senat de la República.

## Biografia
Va néixer a la Ciutat d'Oaxaca, la seva mare Lila Iturribarría és originària de Oaxaca i el seu pare Antonio Harp Helú és un comerciant que va arribar a Mèxic procedent de Líban als cinc anys. Des de molt petita va participar en activitats comunitàries conegudes com tequi, i la seva infància es va desenvolupar tranquil·la, encara que sempre va mostrar interès per la música ja que el seu avi Jorge Fernando Iturribarría Martínez l'hi va inculcar.
Als 16 anys va decidir estudiar cant, però abans va preferir enfocar-se en la seva carrera acadèmica i va concloure la llicenciatura en psicologia a la Universitat Regional del Sud-est. A l'edat de 22 anys es va traslladar a la Ciutat de Mèxic per continuar de manera formal els seus estudis de cant i alhora fer una especialitat en Psicoteràpia Gestalt i un mestratge en Programació Neurolingüística. Va ser fins al 1996 quan va tenir l'oportunitat d'incursionar en la música amb un projecte anomenat Xquenda, que va ser el seu primer disc amb cançons oaxaqueñas en zapoteco, náhuatl, mixe i en espanyol.
Posteriorment, va fundar l'Associació Cultural Xquenda i per mitjà d'ella ha donat suport a diversos projectes per al Centre de Capacitació Musical i Desenvolupament de la Cultura Mixe (CECAM) a Santa Maria Tlahuitoltepec. Aquesta associació civil promou i impulsa el talent dels estudiants del Cecam. Ha produït materials discogràfics i concerts en els que han col·laborat intèrprets com el tenor Ferran de la Mora (tenor), Fernando de la Mora, el flautista Horari Franco, el pianista Héctor Infanzón, el saxofonista Miguel Ángel Samperio i l'arpista Andrés Alfonso Vergara, amb l'objectiu final d'aconseguir fons per poder brindar "educació de qualitat perquè els nens i joves oaxaquins no emigrin per treballar i estudiar, i concloguin els estudis dins de les seves comunitats". La Banda Infantil del Cecam va obtenir en 1985 el Premi Nacional d'Arts i Tradicions Populars de Mèxic.

## Discografia
- 1997 Xquenda.
- 2000 Béele crúu (Cruz del cielo).
- 2002 Mi tierra.
- 2003 Arriba del cielo.
- 2005 Ahora.
- 2008 Fandangos de ébano.
- 2009 De jolgorios y velorios.
- 2010 Mi tierra, Vol. II.